# Дубовая Роща (Калининградская область)
Дубо́вая Ро́ща (до 1938 года — Баллупёнен, нем. Ballupönen; с 1938 до 1946 года — Виттигсхёфен, нем. Wittigshöfen) — посёлок в Нестеровском районе Калининградской области Российской Федерации. Входит в состав Чистопрудненского сельского поселения.

## История
В 1910 году в немецком населённом пункте Баллупёнене (Ballupönen) насчитывалось 109 жителей, в 1933 году — 396 жителей, в 1939 году — 533 жителя.
В 1938 году властями гитлеровской Германии Баллупёнен был переименован в Виттигсхёфен (нем. Wittigshöfen) в рамках кампании по германизации в Восточной Пруссии топонимики прусско-литовского происхождения.
6—9 апреля 1945 года, в результате военной операции советской Красной армии против войск нацистской Германии в ходе Великой Отечественной войны, штурмом был взят восточно-прусский город-крепость Кёнигсберг и прилегающая к нему территория, в состав которой входил и посёлок Виттигсхёфен.
В 1946 году, после заключения Потсдамского соглашения 1945 года, посёлок Виттигсхёфен вошёл в состав новообразованной Калининградской области РСФСР и получил название Дубовая Роща.

## Население
| 1910 | 1933 | 1939 | 2002 | 2010 |
| ---- | ---- | ---- | ---- | ---- |
| 226  | ↗396 | ↗533 | ↘200 | ↘196 |